# ميناء بني كسيلة
ميناء بني كسيلة هو ميناء صيد بحري يقع في بلدية بنى كسيلة ويعتبر أحد موانئ ولاية بجاية في ميدانَيْ التجارة والمواصلات البحرية.

## البناء
تم الشروع في إنجاز ميناء بنى كسيلة في يوم 29 سبتمبر 2011م.
وكانت شركة ميديترام هي المكلفة بإنجاز ميناء الصيد البحري بالشراكة مع شركة «سوتراماست».
أما عن المتابعة التقنية فقد تم إسنادها إلى «مخبر الدراسات البحرية» في ولاية الجزائر.
وتمثلت ميزانية إنجاز هذا الميناء في قيمة 3 ملايير دينار جزائري موزعة على 36 شهرا ليتم استلام هذا المرفق خلال سنة 2016م.

## المواصفات
تم تزويد هذا مشروع ميناء بنى كسيلة برصيف بحري رئيسي طوله 430 مترا خطيا، بالإضافة إلى رصيف بحري ثانوي طوله 275 مترا خطيا.
كما تم بناء رصيف ميناء طوله 390 مترا خطيا في هذا ميناء للسماح برسو السفن المختلفة فيه.
وزُوِّدَ هذا الميناء بمصطبتين لاستقبال الحرفيين المسشتغلين في المهن الصغيرة بعرض 2.5 مترا وبطول 75 مترا خطيا لكل مصطبة.
أما يالنسبة لصيانة وإصلاح السفن، فقد تم إنشاء أرضية لقطر القوارب على مساحة ممتدة على 4.8 هكتار.
وتتمثل قدرة استيعاب هذا الميناء في 60 سفينة صيد صغيرة إنتاجها السنوي يصل إلى 600 طن من السمك.
ويستقبل رصيف الميناء قرابة 20 سفينة صيد السردين من أجل توفير 3.500 طن من السردين سنويا.
وبما أن هذا الميناء يستقبل 80 سفينة صيد من مختلف الأحجام، فإنه قد سمح بتوفير 240 منصب شغل مباشر بالإضافة إلى 240 منصب شغل غير مباشر.
وتم إنشاء 10 غرف للصيادين عند بدء الأشغال لتخزين عتادهم بداخلها، مع برمجة إنجاز 30 غرفة إضافية للصيادين ليستفيد إجماليا 60 صياد سمك من هذه المرافق.
كما تم التحضير لإنشاء أحواض ترسيب في الميناء بالإضافة إلى تزفيت الطريق المؤدي إلى شاطئ بنى كسيلة.

## الموقع
يقع «ميناء بنى كسيلة» على الشريط الساحلي لولاية بجاية على بعد 53 كلم إلى الشمال الغربي من ميناء بجاية، وعلى بعد 24 كلم إلى الشرق من ميناء أزفون، وعلى بعد 160 كلم إلى الغرب من ميناء جن جن.
وهذا الموقع الرائع في الشريط الساحلي والواجهة البحرية، يجعل منه موقعا استراتيجيا مقابلا للطريق الوطني رقم 24.
يقع «ميناء بنى كسيلة» على بعد حوالي 53 كلم إلى الشمال الغربي من مدينة بجاية، ويطل على البحر الأبيض المتوسط.
ويقع هذا الميناء في ساحل منطقة القبائل.

## وظيفته
يُعتبر ميناء بنى كسيلة موقعا لنشاط صيادي الأسماك الحريصين على الحفاظ على الموارد الصيدية من التراجع عن طريق تفادي الصيد غير القانوني وعدم استعمال سفن صيد تستعمل الشباك الخاصة بصيد السمك في الأعماق.

## الأسماك
يتم صيد العديد من أنواع السمك انطلاقا من ميناء بنى كسيلة أهمها السردين، واللاتشا، والميرلان، والروجي، والجمبري الملكي، والأخطبوط، والسيبيا، وكلب البحر.
ذلك أن ولاية بجاية، بموانئها الثلاثة ميناء بجاية وميناء تالة غيلاف وميناء بنى كسيلة، هي ولاية جزائرية منتجة للأسماك.

### مواضيع ذات صلة
- قائمة موانئ الجزائر
- قائمة خلجان الجزائر
- الصيد البحري في الجزائر
- النقل في الجزائر
- السياحة في الجزائر
- ولاية بجاية

### فيديوهات
- أشغال بناء سد بنى كسيلة على يوتيوب.
- السياحة في منطقة بنى كسيلة على يوتيوب.